# St. Magdalena (Hausen)

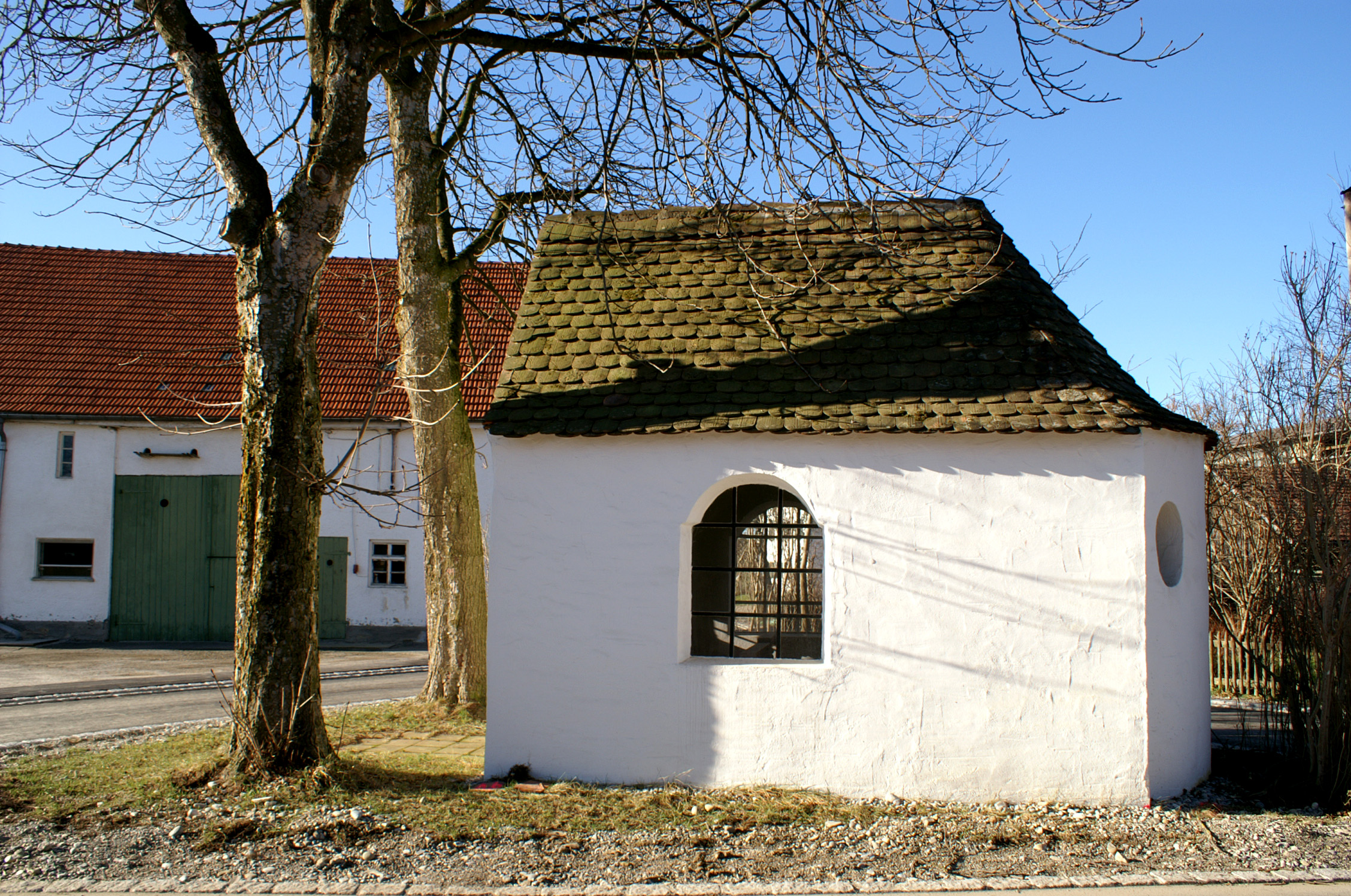
St. Magdalena in Hausen

Die römisch-katholische Kapelle St. Magdalena steht in Hausen, einem Gemeindeteil von Buchloe im schwäbischen Landkreis Ostallgäu in Bayern. Das Bauwerk ist in der Liste der Baudenkmäler in Buchloe als Baudenkmal unter der Nr. D-7-77-121-19 eingetragen.

## Beschreibung
Die kleine Saalkirche stammt aus der zweiten  Hälfte des 18. Jahrhunderts. Im Innenraum des dreiseitig geschlossenen Langhauses befindet sich ein um 1760/70 gebauter Altar, der auf der rechten Seite von einer Statuette Wendelins flankiert wird.